# やまはき玲
やまはき 玲（やまはき れい、1983年11月15日 - ）は、日本のシンガーソングライター。大阪府生まれ、栃木県宇都宮市育ち。姉は女優・映像作家・脚本家の山脇唯。
本名は山脇なので、やまはきと書いて、「やまわき」と呼ばせたかったが、「やまはき」と呼ばれることが多い。

## 略歴
父親の仕事の都合で、東京、宮城、マレーシア等転々としたが、長く宇都宮で育ち、宇都宮市立豊郷南小学校、宇都宮市立陽北中学校出身。
2000年5月、16歳のときに急性骨髄性白血病で約1年間入院し、化学療法の治療を受け、18歳で高校に復帰し専門学校へ進学。長期入院の時に歌の製作していく事を決意。
2003年上京し都内を中心にライブ活動を行っていたが、2004年10月に白血病再発が確認され、2005年5月に骨髄移植を受ける。
自身企画にも精力的に取り組み、2010年よりやまはき玲 presents 「甘いものはお好きですか?～きゅんワード大会」を年に一回開催。
2014年より始めた児童書の朗読と挿入歌書き下ろしで行う「音・読会　READING AND SINGING」は高い評価を得ており、2017年からは朗読するものがたりをやまはき本人が書き下ろしている。

## 作品
- 2005年夏 - カルピスのCMで歌詞の英語の詞を共同で作り、その訳詞を行う。作詞者の1人として「山脇玲」でクレジット。
- 2011年5月18日 - ミニアルバム「HOME HOME HOME」
- 2012年冬 - 絵本と音楽が詰まった作品「風を聴く」
- 2015年7月15日 - フォーストフルアルバム「ペピニエ」
- 2016年7月16日 - カセットテープ「白沢街道(仮)」
- 2016年8月20日 - CD「さとうさん」
- 2017年11月12日 - CD「ほしのむこう」
- 2018年6月2日 - CD「夢にまでみた」

### CD
- 「蜃気楼」
- 「ぺピニエ」
- 「明るい小鳥/朝」
- 「明るい小鳥/夜」

### アルバム
- 「風を聴く」

### DVD
- 「風を呼ぶ。」

## 出演

### 音・読会　READING AND SINGING
- 第1回　2014年6月4日、原宿ストロボカフェ
  - 「パイがふたつあったおはなし」　作：ビアトリクス・ポター
    - 参加ミュージシャン…やまはき玲　タリエ　清野雄翔　一之瀬顕　東海林仁美
    - 朗読 - 松永衣吹
- 第2回　2014年9月3日、原宿ストロボカフェ
  - 「やかまし村の夏～やかまし村の春夏秋冬より」　作：アストリッド・リンドグレーン
    - 参加ミュージシャン - やまはき玲　たなかまゆ/コントラリーパレード　東海林仁美　まぁびぃ
    - 朗読 - 松永衣吹
- 第3回　2015年1月21日、原宿ストロボカフェ
  - 「ふたりはいっしょ」　作：アーノルド・ノーベル
    - 参加ミュージシャン - やまはき玲　Nozomi Nobody　東海林仁美　まぁびぃ
    - 朗読 - 松永衣吹　三宅沙苗
- 第4回　2015年6月24日、原宿ストロボカフェ
  - 「おじいちゃんとおばあちゃん」　作：E・H・ミナリック
    - 参加ミュージシャン - やまはき玲　とのうちさぶろう　大関麻子　東海林仁美　まぁびぃ
    - 朗読 - 松永衣吹　三宅沙苗　土田千尋
- 第5回　2015年11月8日、原宿ストロボカフェ
  - 「くまくんの鍵」　作：やまはき玲　松永衣吹チーム
    - 参加ミュージシャン - やまはき玲　タリエ　たなかまゆ/コントラリーパレード　大関麻子　東海林仁美　まぁびぃ
    - 朗読 - 松永衣吹　三宅沙苗
- 第6回　2016年11月6日、原宿ストロボカフェ
  - 「つきよのぼうけん」　作：シンシア＆ブライアン・パターソン
    - 参加ミュージシャン - やまはき玲　皐月　ナカムラトモミ　東海林仁美　まぁびぃ
    - 楽曲提供 - 宮良彩子
    - 朗読 - 松永衣吹　三宅沙苗
- 第7回　2017年11月12日、原宿ストロボカフェ
  - 「4人のこびとたちとテイテイの森」　作：やまわきれい
    - 参加ミュージシャン -やまはき玲　皿屋恵　石田麻由子　東海林仁美　まぁびぃ
    - 朗読 - 松永衣吹　三宅沙苗
- 第8回　2018年11月11日、原宿ストロボカフェ
  - 「4人の小人たちとミッドさんの夏休み」　作：やまわきれい
    - 参加ミュージシャン - やまはき玲　ナツ(AdiNada)　東海林仁美　まぁびぃ
    - 朗読 - 松永衣吹　三宅沙苗
- 第9・10回　2019年11月10日、原宿ストロボカフェ
  - 【昼公演】「4人の小人たちと恋の味」
  - 【夜公演】「4人の小人たちとテイテイの森～スゥさんが消えた日～」　作：やまわきれい
    - 参加ミュージシャン -やまはき玲　オガワマユ　東海林仁美　まぁびぃ
    - 楽曲提供 - たなかまゆ/コントラリーパレード
    - 朗読 - 松永衣吹　三宅沙苗
- 第11回　2020年11月20日、オンデマンド配信
  - 「4人の小人たち」　作：やまわきれい
    - 参加ミュージシャン…やまはき玲　たなかまゆ/コントラリーパレード　東海林仁美　まぁびぃ
    - 朗読 - 松永衣吹　三宅沙苗
- 第12回　2021年11月21日、原宿ストロボカフェ
  - 第一部【朗読会】「スキッピーとニイサ」　作：やまわきれい
    - 音楽 - やまはき玲　東海林仁美　まぁびぃ
    - 朗読 - 松永衣吹　三宅沙苗

  - 第二部【音楽会】
    - 出演 - やまはき玲　タナカヤスミンオマリンヤマワキ
- 第13回　2022年11月19日、原宿ストロボカフェ
  - 第一部【朗読会】「おばあちゃんのハーブティー」　作：やまわきれい
    - 音楽…やまはき玲　コミネリサ　東海林仁美　まぁびぃ
    - 朗読 - 松永衣吹　三宅沙苗

  - 第二部【音楽会】
    - 出演 - やまはき玲　コミネリサ
- 第14回　2023年11月19日、原宿ストロボカフェ
  - 第一部【朗読会】「こぶたのソゲットさん」　作：やまわきれい　　
    - 音楽 - やまはき玲　野村太郎　東海林仁美　まぁびぃ
    - 朗読 - 松永衣吹　三宅沙苗

  - 第二部【音読会】
    - 出演 - やまはき玲　野村太郎